# EXE

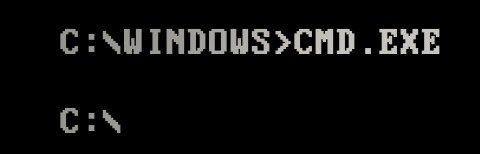
Extensia .exe al programului preinstalat "cmd"

EXE este extensia comună pentru fișierele ce reprezintă un executabil (un program), folosită în sistemele de operare DOS, OpenVMS, Microsoft Windows, Symbian și OS/2. În afară de programele executabile, multe fișiere EXE conțin componente numite resurse, cum ar fi imagini bitmap și pictograme (iconițe) pe care programul executabil le folosește pentru interfața grafică.

## Descriere
Fișierul EXE se folosește pentru sistemele de operare MS-DOS, Microsoft Windows, OpenVMS, Symbian și OS/2. Este succesorul fișierului COM, care putea atingea mărimea maximă de 64 KB și de aceea a conținut doar un segment de cod.
În afară de cod executabil, un fisier EXE poate conține și alte componente numite resurse, ca de exemplu:
- imagini (de obicei in format bitmap)
- pictograma programului (icon)
- alte fișiere utilizate la interfața grafică

## Tipuri de executabile
Există câteva tipuri de formate de fișiere EXE

### DOS
- executabile DOS MZ 16 biți - sunt fișierele executabile originale și pot fi identificate de prezența literelor MZ (numite număr magic) la începutul fișierului ASCII
- executabile DOS 16 biți - Tip de executabile mai nou decât cele DOS MZ, care au fost introduse odată cu multitasking-ul în MS-DOS 4.0. Acest tip poate fi identificat de numărul magic NE în fișierul ASCII. Acestea nu sunt foarte populare datorită faptului ca nu pot fi rulate de alte versiuni de DOS, doar de sistemul de operare Windows pe 32 de biți și unele versiuni de OS/2.

### OS/2
- 32-bit Linear Executable - Introduse în OS/2 2.0 și compatibil cu orice altă versiune mai mare ce poate fi identificate de LX în ASCII.
- Mixed 16/32-bit Linear Executable - Introduse în OS/2 2.0 și se pot identifica prin LE în ASCII. Acest tip nu mai este folosit.

### Windows
- 32-bit Portable Executable - Introduse odată cu Windows NT, sunt mult mai complexe și contin PE în ASCII (însa nu la început; la început apare MZ). Poate fi rulat de orice versiune de Windows NT și chiar și de către Windows 95 și mai mult.
- 64-bit Portable Executable - Introduse odată cu versiunea de 64 de biți a sistemului de operare Windows. Acest tip poate fi rulat doar pe unele tipuri de procesoare: x86-64 și IA-64.

## Structură unui EXE
Headerul este format din blocuri de 512 B si paragrafe de 16 B
| Offset (hex) | Descriere |
| ------------ | --- |
| 00-01        | 0x4d, 0x5a. Acesta este "numărul magic" al unui executabil. |
| 02-03        | Numărul de octeți in bloc. Dacă valoarea este 0 atunci tot blocul este ocupat (valoarea efectiva este 512)                                                             |
| 04-05        | Numărul de blocuri din executabil. Daca 02-03 este diferit de 0 atunci numai atât din ultimul bloc este ocupat.                                                        |
| 06-07        | Numărul de intrari relocate după header. Poate fi 0 |
| 08-09        | Numărul de paragrafe din header. |
| 0A-0B        | Numărul de paragrafe suplimentare de care are nevoie executabilul. Aceasta este echivalentul marimii BSS din Unix                                                      |
| 0C-0D        | Numărul maxim de paragrafe aditionale. |
| 0E-0F        | Valoarea relativă a segmentului de stivă. Aceasta este adăugată degmentului la care ruleaza executabilul, și rezultatul este folosit pentru a inițializa registrul SS. |
| 10-11        | Valoarea inițială a registrului SP. |
| 12-13        | checksum-ul unui cuvânt |
| 14-15        | Valoarea inițiala a registrului IP |
| 16-17        | Valoarea inițiala a registrului CS |
| 18-19        | Offset-ul primei relocații |
| 1A-1B        | Numărul de acoperire. De obicei 0 semnificând ca este programul principal                                                                                              |

O structură reprezentând head-erul unui executabil pe 16 biți:
```
struct
 
EXE
 
{

  
unsigned
 
short
 
signature
;
 
/* == 0x5a4D */

  
unsigned
 
short
 
bytes_in_last_block
;

  
unsigned
 
short
 
blocks_in_file
;

  
unsigned
 
short
 
num_relocs
;

  
unsigned
 
short
 
header_paragraphs
;

  
unsigned
 
short
 
min_extra_paragraphs
;

  
unsigned
 
short
 
max_extra_paragraphs
;

  
unsigned
 
short
 
ss
;

  
unsigned
 
short
 
sp
;

  
unsigned
 
short
 
checksum
;

  
unsigned
 
short
 
ip
;

  
unsigned
 
short
 
cs
;

  
unsigned
 
short
 
reloc_table_offset
;

  
unsigned
 
short
 
overlay_number
;

};

struct
 
EXE_RELOC
 
{

  
unsigned
 
short
 
offset
;

  
unsigned
 
short
 
segment
;

};

```

## Calcularea Offset-ului
Offset-ul de la inceputul executabilului se calculeaza astfel:
```
exe_data_start
 
=
 
exe
.
header_paragraphs
 
*
 
16L
;

```

Offset-ul bit-ului după datele din executabil se calculează astfel:
```
extra_data_start
 
=
 
exe
.
blocks_in_file
 
*
 
512L
;

if
 
(
exe
.
bytes_in_last_block
)

  
extra_data_start
 
-=
 
(
512
 
-
 
exe
.
bytes_in_last_block
);

```